# Maison Saint-Martin
Het maison Saint-Martin (Sint-Martinushuis) is een gebouw dat ongeveer tussen het einde van de 15e eeuw en het begin van de 16e eeuw werd gebouwd. Het is gelegen op de Place Saint-Martin in Vendôme, in het departement Loir-et-Cher.
De gevel en het dak van dit huis staan sinds 5 februari 1923 op de Franse erfgoedlijst als monument historique.

## Architectuur
Het huis heeft een vakwerkgevel van drie verdiepingen en een puntgevel. Zichtbare bakstenen vullen de ruimte tussen de vakwerkmuren.
De beeldhouwwerken op de begane grond stellen (van links naar rechts) Sint Maarten, Sint Jacobus, Sint Johannes de Doper en Saint Louis voor.

## Eigendom
Afgezien van het gelijkvloers waar een winkel is, is dit gebouw privébezit en dus niet toegankelijk voor het publiek.